# Ali Al-Nono
Ali Al-Nono (sinh ngày 7 tháng 6 năm 1980) là một hậu vệ bóng đá người Yemen đã giải nghệ, từng thi đấu ở vị trí tiền đạo cho Al-Ahli San'a'. Anh từng là đội trưởng của Đội tuyển bóng đá quốc gia Yemen, và là cầu thủ ghi bàn nhiều nhất trong lịch sử Giải bóng đá vô địch quốc gia Yemen.

## Thống kê sự nghiệp câu lạc bộ
Tính đến 15 tháng 7 năm 2012.
| Câu lạc bộ               | Mùa giải  | Giải vô địch | Giải vô địch | Cúp     | Cúp       | Châu lục | Châu lục  | Tổng    | Tổng      |
| Câu lạc bộ               | Mùa giải  | Số trận      | Bàn thắng    | Số trận | Bàn thắng | Số trận  | Bàn thắng | Số trận | Bàn thắng |
| ------------------------ | --------- | ------------ | ------------ | ------- | --------- | -------- | --------- | ------- | --------- |
| Al-Ahli Sana'a           | 1999–00   |              |              |         |           |          |           |         |           |
| Al-Ahli Sana'a           | 2000–01   |              | 24           |         |           |          |           |         | 24        |
| Al-Ahli Sana'a           | 2001–02   |              | 14           |         |           |          |           |         | 14        |
| Al-Ahli Sana'a           | 2002–03   |              |              |         |           |          |           |         |           |
| Al-Ahli Sana'a           | 2003–04   |              | 14           |         |           |          |           |         | 58        |
| Tổng cộng                |           |              |              |         |           |          |           |         |           |
| Al-Shaab Ibb             | 2003–04   |              |              |         |           | 1        | 1         | 1       | 1         |
| Tổng cộng                | Tổng cộng |              |              |         |           | 1        | 1         | 1       | 1         |
| Al-Merreikh              | 2004–05   |              | 6            |         |           |          | 1         |         | 7         |
| Tổng cộng                | Tổng cộng |              | 6            |         |           |          | 1         |         | 7         |
| Busaiteen                | 2005–06   |              | 1            |         |           |          |           |         |           |
| Tổng cộng                |           |              |              |         |           |          |           |         |           |
| Tishreen                 | 2006–07   |              |              |         |           |          |           |         |           |
| Tổng cộng                |           |              |              |         |           |          |           |         |           |
| Al-Ahli Sana'a           | 2006–07   |              | 9            |         |           |          |           |         | 9         |
| Al-Ahli Sana'a           | 2007–08   |              | 12           |         |           | 6        | 2         | ??      | 14        |
| Al-Ahli Sana'a           | 2008–09   |              | 11           |         |           |          |           |         | 11        |
| Al-Ahli Sana'a           | 2009–10   |              | 12           |         |           | 4        | 1         | ??      | 13        |
| Tổng cộng                |           |              |              |         |           |          |           |         |           |
| Al-Tilal                 | 2010–11   |              | 1            |         |           |          |           |         | 1         |
| Tổng cộng                |           |              |              |         |           |          |           |         |           |
| Al-Ahli Sana'a           | 2010–11   |              | 8            |         |           |          |           |         | 8         |
| Al-Ahli Sana'a           | 2011–12   | 26           | 12           |         |           |          |           | 26      | 12        |
| Tổng cộng                | Tổng cộng |              |              |         |           |          |           |         | 20        |
| Tổng cộng Al-Ahli Sana'a |           |              |              |         |           |          |           |         |           |
| Tổng cộng sự nghiệp      |           |              |              |         |           |          |           |         |           |

## Bàn thắng quốc tế
Al-Nono has scored at least 145 international goals and is the leading scorer of the Yemen national team.
| #  | Ngày                 | Địa điểm         | Đối thủ    | Tỉ số   | Kết quả     | Giải đấu                                     |
| -- | -------------------- | ---------------- | ---------- | ------- | ----------- | -------------------------------------------- |
| 1  | 10 tháng 2 năm 2000  | Thành phố Kuwait | Nepal      | 2–0     | 3–0         | 2000 AFC Asian Nations Cup Qualifiers        |
| 2  | 18 tháng 2 năm 2000  | Thành phố Kuwait | Bhutan     | 2–0     | 11–2        | Vòng loại Cúp bóng đá châu Á 2000            |
| 3  | 18 tháng 2 năm 2000  | Thành phố Kuwait | Bhutan     | 8–2     | 11–2        | Vòng loại Cúp bóng đá châu Á 2000            |
| 4  | 18 tháng 2 năm 2000  | Thành phố Kuwait | Bhutan     | 0–2     | 11–2        | Vòng loại Cúp bóng đá châu Á 2000            |
| 5  | 7 tháng 4 năm 2001   | B. S. Begawan    | Brunei     | 4–0     | 5–0         | Vòng loại giải vô địch bóng đá thế giới 2002 |
| 6  | 7 tháng 4 năm 2001   | B. S. Begawan    | Brunei     | 5–0     | 5–0         | Vòng loại giải vô địch bóng đá thế giới 2002 |
| 7  | 11 tháng 5 năm 2001  | Sana'a           | UAE        | 2–1     | 2–1         | Vòng loại giải vô địch bóng đá thế giới 2002 |
| 8  | 18 tháng 5 ănm 2001  | Al Ain City      | UAE        | 1–1     | 2–3         | Vòng loại giải vô địch bóng đá thế giới 2002 |
| 9  | 26 tháng 8 năm 2004  | Sana'a           | Syria      | 1–2     | 1–2         | Giao hữu                                     |
| 10 | 8 tháng 9 năm 2004   | Sana'a           | UAE        | 1–0     | 3–1         | Vòng loại Giải bóng đá vô địch thế giới 2006 |
| 11 | 8 tháng 9 năm 2004   | Sana'a           | UAE        | 3–1     | 3–1         | Vòng loại Giải bóng đá vô địch thế giới 2006 |
| 12 | 1 tháng 11 năm 2004  | Abu Dhabi        | Zambia     | 1–2 (P) | 2–2         | Giao hữu                                     |
| 13 | 1 tháng 3 năm 2006   | New Delhi        | Ấn Độ      | 3–0 (P) | 3–0         | Vòng loại Cúp bóng đá châu Á 2007            |
| 14 | 15 tháng 11 năm 2006 | Sana'a           | Ấn Độ      | 2–1     | 2–1         | Vòng loại Cúp bóng đá châu Á 2007            |
| 15 | 9 tháng 11 năm 2007  | Sana'a           | Thái Lan   | 1–1     | 1–1         | Vòng loại Giải bóng đá vô địch thế giới 2010 |
| 16 | 5 tháng 1 năm 2009   | Muscat, Oman     | UAE        | 1–3     | 1–3         | Cúp các quốc gia vùng Vịnh 2009              |
| 17 | 11 tháng 1 năm 2009  | Muscat, Oman     | Qatar      | 1–1 (P) | 1–2         | Cúp các quốc gia vùng Vịnh 2009              |
| 18 | 30 tháng 12 năm 2009 | Sana'a           | Tajikistan | 2–1     | 2–1         | Giao hữu                                     |
| 19 | 15 tháng 1 năm 2010  | Sana'a           | Kenya      | 1–1     | 3–1         | Giao hữu                                     |
| 20 | 20 tháng 1 năm 2010  | Sana'a           | Bahrain    | 1–0     | 3–0         | Vòng loại Cúp bóng đá châu Á 2011            |
| 21 | 20 tháng 1 năm 2010  | Sana'a           | Bahrain    | 2–0     | 3–0         | Vòng loại Cúp bóng đá châu Á 2011            |
| 22 | 7 tháng 9 năm 2010   | Sana'a           | Syria      | 1–0 (P) | 2–1         | Giao hữu                                     |
| 23 | 7 tháng 9 năm 2010   | Sana'a           | Syria      | 2–1     | 2–1         | Giao hữu                                     |
| 24 | 25 tháng 9 năm 2010  | Amman            | Iraq       | 1–0     | 1–2         | Giải vô địch bóng đá Tây Á 2010              |
| 25 | 27 tháng 9 năm 2010  | Amman            | Palestine  | 1–0     | 3–1         | Giải vô địch bóng đá Tây Á 2010              |
| 26 | 27 tháng 9 năm 2010  | Amman            | Palestine  | 3–1     | 3–1         | Giải vô địch bóng đá Tây Á 2010              |
| 27 | 1 tháng 10 năm 2010  | Amman            | Kuwait     | 1–0     | 1–1 (P.3–4) | Giải vô địch bóng đá Tây Á 2010              |
| 28 | 28 tháng 10 năm 2010 | Aden             | Sénégal    | 1–1     | 4–1         | Giao hữu                                     |
| 29 | 7 tháng 11 năm 2010  | Abian            | Uganda     | 1–0     | 2–2         | Giao hữu                                     |
| 30 | 7 tháng 11 năm 2010  | Abian            | Uganda     | 2–0     | 2–2         | Giao hữu                                     |

## Danh hiệu

### Câu lạc bộ
Al-Ahli San'a
- Giải bóng đá vô địch quốc gia Yemen:

1998–99,1999–00, 2000–01
- Cúp Chủ tịch Yemen: 3

2001, 2009
- Cúp Đoàn kết Yemen: 1

2004